# دستجرد (اردستان)
دستجرد (اردستان) روستایی از توابع بخش مرکزی شهرستان اردستان استان اصفهان ایران است.
این روستا واقع در ۳۲ کیلومتری جنوب غربی شهرستان اردستان وحدفاصل ۹ کیلومتری روستای زفزقند قراردارد.
شغل اکثر مردم روستای دستجرد دامداری و کشاورزی میباشد.

## جمعیت
این روستا در دهستان کچو قرار دارد و براساس سرشماری مرکز آمار ایران در سال ۱۳۸۵، جمعیت آن34 نفر(12خانوار) بوده‌است.